# Жінка (фільм)
«Жінка» (англ. A Woman; інші назви — Charlie the Perfect Lady / The Perfect Lady) — американська короткометражна кінокомедія режисера Чарльза Чапліна 1915 року.

## Сюжет
Гуляючи по парку, Чарлі намагається залицятися до жінки, проте вона виявляється «зайнята» іншим чоловіком, якого Чарлі провчив, зіштовхнувши в річку. Потім він вирішує позалицятися до дочки, яка відпочиває в парку з матір'ю. Вони приводять нового знайомого додому, а незабаром приходить і батько сімейства — ним виявляється той самий чоловік, що був скинутий у воду. Тікаючи, Чарлі опиняється в кімнаті дочки і вирішує переодягнутися жінкою. Його нова подруга підбиває Чарлі зголити вуса для повного маскування. Повернувшись до вітальні, Чарлі в образі Нори Неттлреш, подруги дочки, починає фліртувати з батьком сімейства і його другом. Зрештою обман розкривається, проте Чарлі і батько домовляються, що перший не розкаже дружині про витівки другого, а другий не чинитиме перешкод зустрічам Чарлі з дочкою.

## У ролях
- Чарлі Чаплін — залицяльник
- Една Первіенс — дочка
- Чарльз Інслі — батько
- Марта Голден — мати
- Біллі Армстронг — друг батька
- Марджи Рейгер — подруга батька
- Лео Вайт — гультяй в парку